# Jody Morris
Jody Steven Morris (Hammersmith, 22 december 1978) is een Engels voormalig betaald voetballer. Morris was een middenvelder die uit de jeugd van Chelsea voortkwam. Hij won de Europacup II en de FA Cup met Chelsea. In 2013 beëindigde Morris zijn loopbaan.

## Biografie
Morris was bij Chelsea een generatiegenoot van John Terry en is twee jaar ouder. In tegenstelling tot Terry wist Morris nooit een vaste plek in het elftal te bemachtigen. Terry werd een clubicoon. Morris moest op zijn positie opboksen tegen spelers als Roberto Di Matteo, Didier Deschamps en Emmanuel Petit. Hij verloor die concurrentiestrijd. Niettemin speelde hij 124 wedstrijden voor Chelsea in de Premier League. Hij won de Europacup II in 1998 en de FA Cup in 2000. In 2003 verliet hij Stamford Bridge en verkaste naar Leeds United, waarmee hij in mei 2004 uit de Premier League degradeerde. Hij verliet Elland Road na de degradatie. Na een avontuur bij achtereenvolgens Rotherham United en daarna Millwall tekende hij in 2008 een contract bij het Schotse St. Johnstone, waar hij een vaste waarde was. Morris werd aanvoerder en speelde vanaf 2009 met St. Johnstone in de Scottish Premier League. In 2012 verliet hij St. Johnstone en sloot zijn carrière een jaar later af bij het Engelse Bristol City.
In de zomer van 2019 was Morris aan de slag als assistent-coach van Chelsea onder hoofdcoach en ex-ploegmaat Frank Lampard. Lampard nam hem mee als assistent na zijn vertrek bij Derby County na afloop van het seizoen 2018/19. Voordat hij assistent van Lampard werd, was hij in dienst als jeugdcoach bij Chelsea (2014–2018).
Sinds eind januari 2023 is Morris hoofdcoach bij Swindon Town FC

## Erelijst
| Competitie                    |         |         |
| Competitie                    | Aantal  | Jaren   |
| Chelsea                       | Chelsea | Chelsea |
| ----------------------------- | ------- | ------- |
| UEFA Beker voor Bekerwinnaars | 1×      | 1998    |
| UEFA Super Cup                | 1×      | 1998    |
| FA Cup                        | 1×      | 2000    |
| FA Charity Shield             | 1×      | 2000    |

## Persoonlijk leven
In augustus 2002 was Morris samen met zijn Chelsea-makker John Terry en Des Byrne betrokken bij een vechtpartij in een nachtclub in Londen.